# サンティアゴ・オストラサ
サンティアゴ・オストラサ（Santiago Ostolaza, 1962年7月10日 - ）は、ウルグアイ・ソリアノ県出身の元同国代表サッカー選手、サッカー指導者。ポジションはミッドフィールダー。

## 経歴
1980年にウルグアイのCAベジャ・ビスタでサッカー選手としてデビュー。1986年にクルブ・ナシオナル・デ・フットボールに移籍し、1988年にコパ・リベルタドーレスで優勝。インターコンチネンタルカップ（トヨタカップ）のPSVアイントホーフェン（オランダ）戦では前半に先制点を挙げ、逆転されて劣勢に立たされていた延長後半終了直前（試合終了直前）には劇的な同点ゴールを決め、チームはPK戦で勝利し、彼自身もMVPに輝いた。その後メキシコ、アルゼンチンのクラブを経て1994年にはJFL（当時）の京都パープルサンガでプレーした。主に中盤の守備的な位置でプレーしていたが、長身を生かしたヘディングも得意で、前述のトヨタカップでの2得点はいずれもコーナーキックからのヘディングによるものである。
ウルグアイ代表としては、1985年から1993年までに43試合に出場（6得点）、1990年のワールドカップ・イタリア大会にも出場した。

## タイトル
ナシオナル
- コパ・リベルタドーレス : 1988
- インターコンチネンタルカップ : 1988